# Ramalinga Swamigal

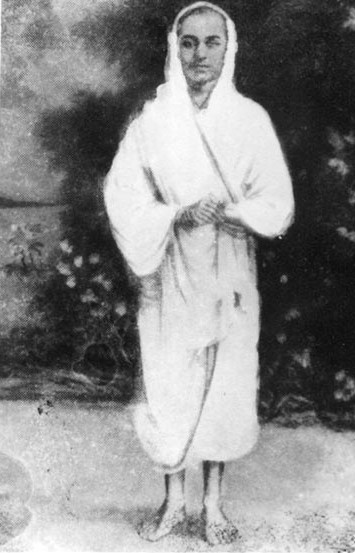
Ramalinga Swamigal

Arutprakasa Vallalar Chidambaram Ramalinga Swamigal  tamil: அருட்பிரகாச வள்ளலார் சிதம்பரம் இராமலிங்க சுவாமிகள் 1823 – 1874, znany powszechnie jako வள்ளலார Vallalar – jeden z najsławniejszych tamilskich świętych i poetów XIX w.

## Poglądy i działalność
Vallalar zdecydowanie zwalczał system kastowy, założył organizację "Samarasa Suddha Sanmarga Satya Sangam". Otworzył jadłodajnię The Sathya Dharma Salai w Vadalur, w której mogli się stołować członkowie wszystkich kast. Potępiał spożywanie mięsa. Jedną z jego głównych idei była służba ludzkości jako droga do wyzwolenia.